# Nasiternella hyperborea
Nasiternella hyperborea is een tweevleugelige uit de familie Pediciidae. De soort komt voor in het Nearctisch gebied.